# 小鸨

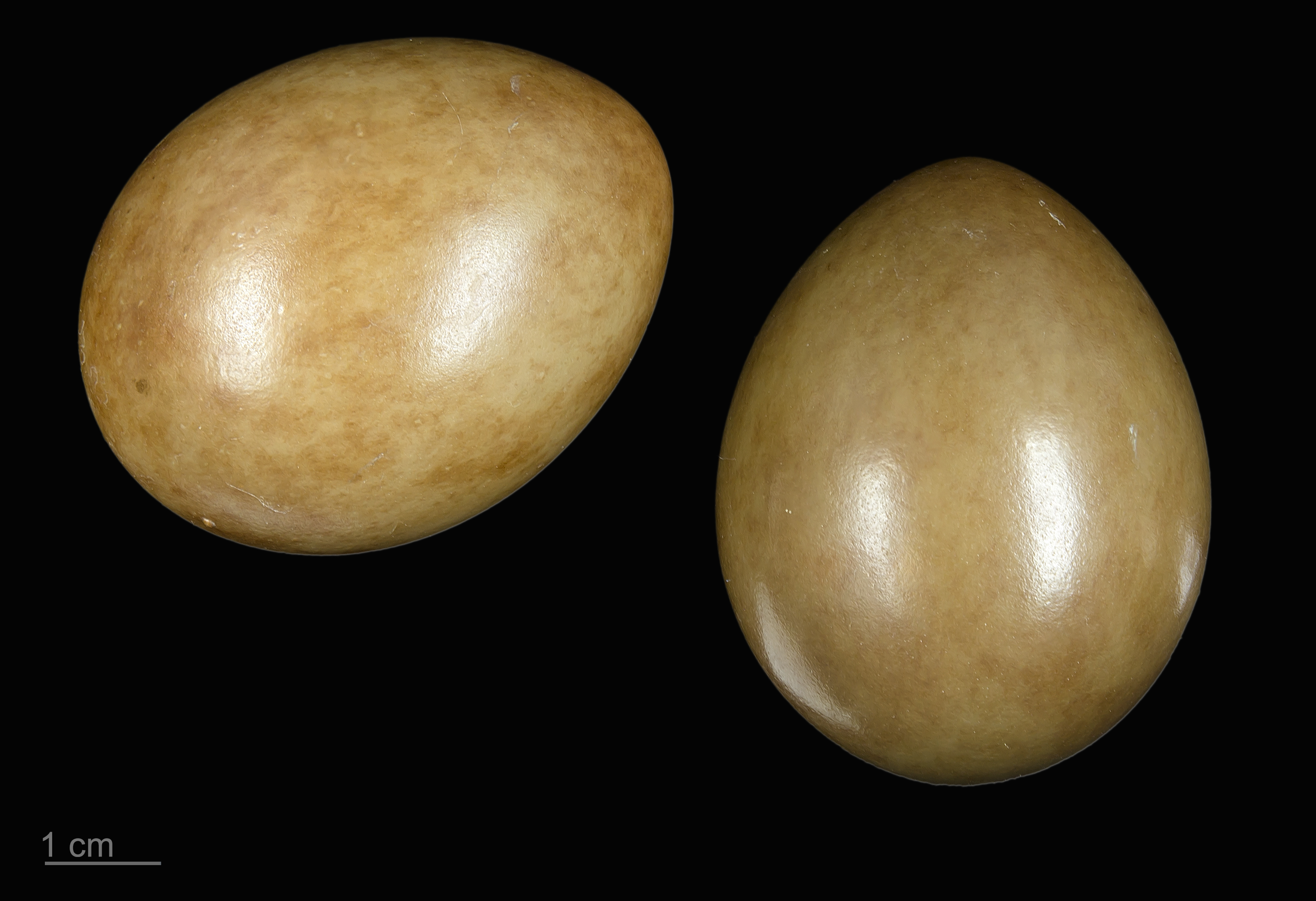
卵 Tetrax tetrax

小鸨（学名：Tetrax tetrax）为鸨科小鴇属的鸟类。该物种的模式产地在法国。

## 保护
- 中国国家重点保护动物等级：一级

## 亚种
- 小鸨新疆亚种（学名：Otis tetrax orientalis）。在中国大陆，分布于新疆、四川等地。该物种的模式产地在俄罗斯。[3]